# Polemone I del Ponto
Polemone I del Ponto (in latino Polemon; ... – 8 a.C.) fu sovrano del Regno del Ponto dal 37 all'8 a.C..

## Storia

### A fianco di Marco Antonio
Secondo Appiano di Alessandria, nel 39 a.C. Polemone era re di una parte della Cilicia, prima delle campagne di Marco Antonio contro i Parti. Due anni più tardi potrebbe essere diventato re del vicino Ponto, forse come ricompensa per aver servito il generale romano. Fu nuovamente a fianco di Antonio nel 36 a.C., quando prese parte alla nuova campagna in Armenia contro re Artavasde I di Media Atropatene) In seguito a questi eventi ricevette in dono l'Armenia Minore (nel 35 a.C.).

### Alleato di Augusto
Nel 25 a.C. Polemone ricevette da Augusto un nuovo attestato di stima quale alleato ed amico del popolo romano. Fu solo in seguito alla morte di Asandro del 17 a.C. (re del Bosforo Cimmerio, sulla sponda opposta del Mar Nero), che nei territori dell'attuale Russia meridionale seguirono disordini, tanto da preoccupare la stessa Roma, che voleva tenere lontane le vicine tribù di Sciti o Sarmati.
Marco Vipsanio Agrippa fu costretto a far intervenire nelle vicende interne del regno del Bosforo Cimmerio l'alleato Polemone. Il regno del Bosforo oppose una tenace resistenza per i due anni successivi, ma quando Agrippa arrivò con la flotta a Sinope, minacciando di scendere in campo contro di loro (nel 14 a.C.), gli insorti si arresero ed Agrippa poté affidare a Polemone I il nuovo regno. Polemone sposava, quindi, la vedova di Asandro, Dinamide, ma il matrimonio tra i due risultò assai infelice. Entrambi erano personalità forti, ed ognuno dei due voleva comandare.

### Sposa Dinamide
Si separarono dopo un paio d'anni nel 12-11 a.C. e la regina Dinamide fu costretta a rifugiarsi, presso una tribù sarmatica governata da un certo Aspurgo, del quale ella riuscì ad assicurarsi l'aiuto concedendogli la propria mano con la prospettiva del trono del Bosforo. Grazie alla sua collaborazione riuscì ad organizzare una rivolta contro Polemone I, che si trascinò per diversi anni. Nonostante molte vittorie Polemone non riuscì, però, a reprimere la rivolta e nell'8 a.C., dopo tanti anni di guerre, Polemone veniva assassinato. Dinamide aveva vinto.

### Eredità di un trono
Augusto, preso in quel periodo da numerosi problemi, anche in seguito alla morte del figliastro Druso (avvenuta nel 9 a.C.), di cui si vociferava fosse suo figlio naturale, preferì lasciare a Dinamide il potere, non al figlio di Polemone I, Zenone, avuto dalla regina Pitodorida, ma troppo giovane, il quale quindi divenne a sua volta re d'Armenia con il nome di Artaxias III d'Armenia, nel 18.
Dinamide ricompensò la fiducia di Augusto, mantenendosi fedele amica di Roma fino alla sua morte, avvenuta nel 7-8.